# Чунихин, Николай Петрович
Николай Петрович Чунихин — советский военный деятель, генерал-лейтенант (22.02.1963).

## Биография
Родился в 1911 году в Челкаре. Член КПСС с 1940 года.
С 1933 года — на военной службе. В 1929—1973 гг. — командир ремонтного взвода 11-го танкового полка 11-й кавалерийской дивизии, командир 1-го отд. аэросанного батальона Калининского фронта, старший помощник, помощник начальника оперативного отдела штаба 18-го танкового корпуса, начальник разведывательного отдела штаба 18-го танкового корпуса, начальник штаба 110-й танковой бригады, начальник штаба, командир 170-й танковой бригады 18-го танкового корпуса, командир 170-го танкового полка 18-й танковой дивизии, начальник штаба 4-й гв. танковой дивизии, командир 7-й гвардейской танковой дивизии. С ноября 1955 года командовал 16-й гвардейский механизированной дивизией в Туркестанском военном округе (Самарканд). С июля 1954 года — командир 17-го стрелкового корпуса. С января 1957 — начальник штаба 14-й гвардейской армии Одесского военного округа. С января 1958 года — старший группы военных советников в Египте, в распоряжении Главкома Сухопутных войск, начальник штаба Забайкальского ВО, заместитель командующего войсками Забайкальского ВО, начальник оперативной группы в Монголии, представитель Главкома ОВС ОВД при командующем войсками Восточного ВО Чехословацкой народной армии, в распоряжении Главкома Сухопутных войск. В апреле 1973 года уволен в отставку.
Умер после 1985 года.